# غريغوري راست
غريغوري راست (بالإنجليزية: Grégory Rast)‏ مواليد 17 يناير 1980 في سويسرا، هو دراج سويسري في صنف سباق الدراجات على الطريق. شارك في دورة الألعاب الأولمبية الصيفية.

## سباقات أو مراحل فاز بها
- طواف سويسرا

## وصلات خارجية
- الموقع الرسمي

## روابط خارجية
- غريغوري راست على موقع الاتحاد الدولي للدراجات (الإنجليزية)
- غريغوري راست على موقع أرشيف الدراجات (الإنجليزية)
- غريغوري راست على موقع إحصائيات الدراجات الإحترافية (الإنجليزية)
- غريغوري راست على موقع نسبة الدراجات (الإنجليزية)
- غريغوري راست على موقع CycleBase (الإنجليزية)
- غريغوري راست على موقع أوليمبيديا (الإنجليزية)